# オオバコ属
オオバコ属（Plantago、大葉子属）は、オオバコ科の1属。約200種が属し、日本には4種の在来種のほか、多くの帰化種が分布する。

## 特徴
ほとんどは草本だが、一部は灌木となり、最大で高さ60cmほどになる。草本では葉が根出葉のみのものが多いが、エダウチオオバコ、ホソバオオバコなど地上茎が伸びるものもある。葉脈は平行脈。花は風媒花で穂状花序になる。果実は蒴果で横に裂開し（蓋果）、多数の種子を含む。
南極大陸を除く世界中にある。海岸砂地、道ばた、荒地から、高山草原、湿地、乾燥地など、さまざまな環境に適応して分布する。特に、西アジアの乾燥地や地中海周辺に多く分布する。

## 主な種

### 日本分布の在来種
- オオバコ Plantago asiatica
  - ヤクシマオオバコ Plantago asiatica var. yakusimensis
- エゾオオバコ Plantago camtschatica
- ハクサンオオバコ Plantago hakusanensis
- トウオオバコ Plantago japonica

### 日本に帰化している種
- アメリカオオバコ（ノゲオオバコ） Plantago aristata -熱帯アメリカ原産
- ホソバオオバコ Plantago arenaria
- セリバオオバコ Plantago coronopus - エルバステラ
- ムジナオオバコ Plantago depressa -アジア大陸東部原産
- ニチナンオオバコ Plantago heterophylla -北アメリカ原産
- ヘラオオバコ Plantago lanceolata -ヨーロッパ原産。オオバコより大型で、葉は長いへら形。
- セイヨウオオバコ（オニオオバコ）Plantago major -ヨーロッパ原産
- エダウチオオバコ（サイリウム） Plantago psyllium -ヨーロッパから西アジア原産。水溶性食物繊維が多く、日清食品や森下仁丹が健康食品などに使用。
- ツボミオオバコ（タチオオバコ） Plantago virginica -北アメリカ原産

### その他
- インドオオバコ Plantago ovata - インド原産。種子に食物繊維が多く、便秘薬や健康食品に使われる。食品添加物サイリウムシードガムの主成分[1]。